# Vanden Avenne
Vanden Avenne is een sinds 1984 tot de Belgische adel behorend geslacht.

## Geschiedenis
Op 18 december 1984 werd Walter Vanden Avenne (1927), industrieel, verheven in de erfelijke Belgische adel met de persoonlijke titel van ridder. Behalve de geadelde dragen de andere telgen de titel van jonkheer/jonkvrouw. Anno 2023 leven er acht mannelijke telgen (geboren in 1954, 1957, 1982, 1988, 2014, 2016, 2017, 2020).

### Wapenbeschrijving
In sinopel, een keper van zilver, beladen met een versmalde keper van keel, vergezeld van drie zwemmende zwanen van natuurlijke kleur. Een helm van zilver, gekroond, getralied, gesierd en omboord van goud, gevoerd en gehecht van keel. Dekkleden: zilver en sinopel. Wapenspreuk: 'Creatio et constantia' van sinopel, op een lint van zilver. Bovendien voor de [titularis] het schild getopt met een ridderkroon.

## Enkele telgen
Walter ridder Vanden Avenne (1927-2023), industrieel en chef de famille
- Jhr. Patrick Vanden Avenne (1954), vermoedelijke opvolger als chef de famille

### Adellijke allianties
- Vlerick (1980 en 1985)